# Dolní macošské jezírko
Dolní macošské jezírko je krasové jezírko, které leží v propasti Macocha v okrese Blansko v České republice. Nachází se v nadmořské výšce 350,5 m v hloubce 138 m pod okrajem propasti. Je 46 m dlouhé a 8 m široké. Jeho hloubka dosahuje minimálně 49 m a dodnes nebylo dosaženo dna. Jezírko není vidět z Horního můstku, protože je schované pod skalním převisem.

## Vodní režim
Jezírko je spojené s řekou Punkvou a je spojeno sifonem s tzv. Čtyřicítkou na plavbě v Punkevních jeskyních. Velikost jezírka závisí na průtoku Punkvy. Za nízkého stavu vody vysychá a naopak za vysokého se může spojit s Horním macošským jezírkem.

## Problematika spojení Dolního jezírka se Čtyřicítkou na plavbě v Punkevních jeskyních
- 1933 – Od tohoto roku nebyla problematice propojení Dolního jezírka se Čtyřicítkou věnována velká pozornost
- 1998 – Neúspěšné hledání spojnice ze strany Čtyřicítky
- 1999 – Odstranění napadaného materiálu ze zatopených chodeb v Dolním jezírku
- 2000 – Sestoupení do hloubky 49 m v Dolním jezírku
- 2003 – Propojení vodící šňůry z Dolního jezírka s vodící šňůrou ze Čtyřicítky